# Castello di Donnington
Il castello di Donnington è un castello medievale in rovina sito non distante dal villaggio di Donnington (a nord di Newbury), nella contea inglese del Berkshire.

## Storia

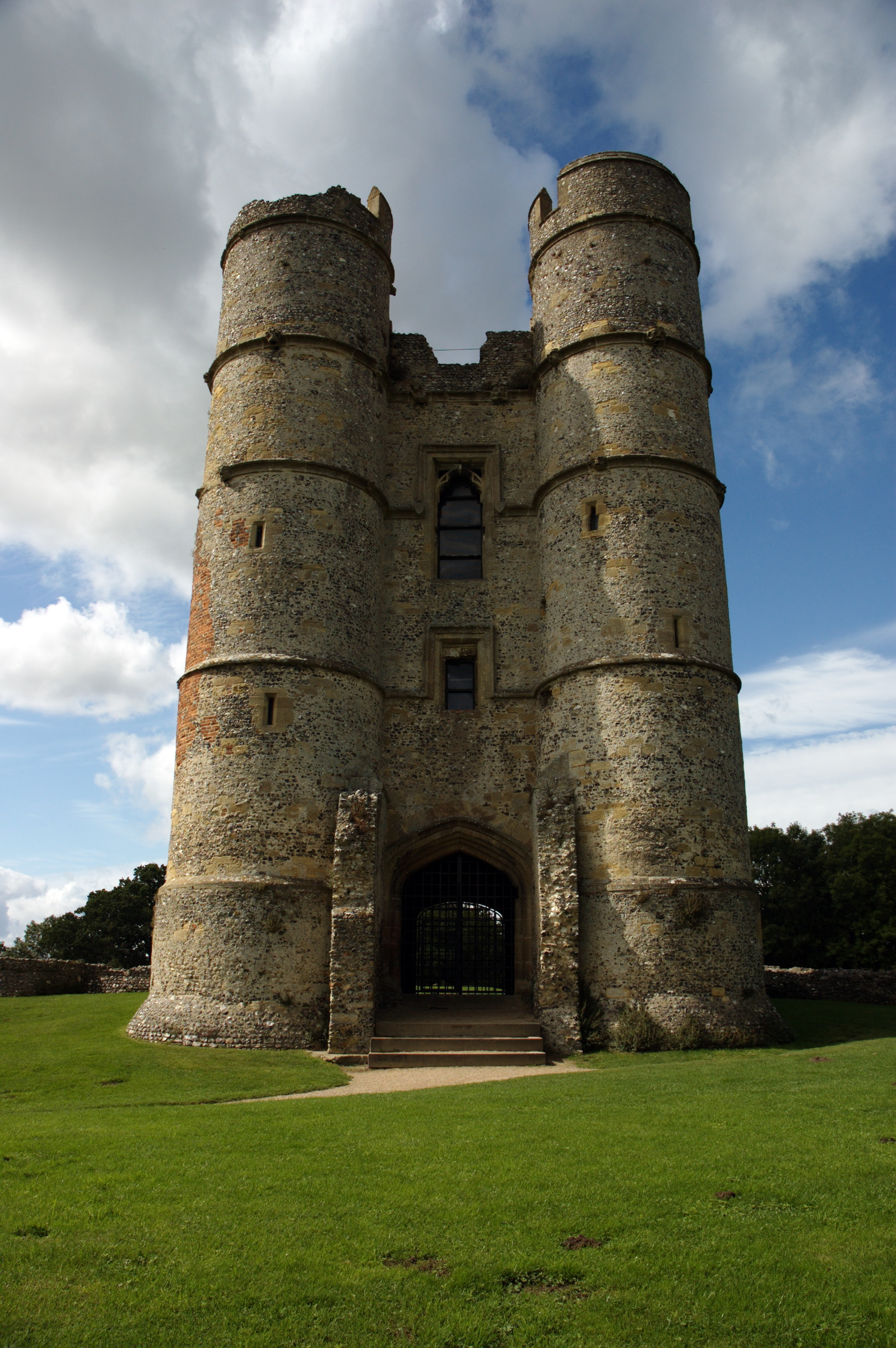
Ciò che resta del castello di Donnington: il corpo di guardia.

Donnington Castle venne fatto costruire nel 1386 da Richard Abberbury il Vecchio, su concessione del re d'Inghilterra Riccardo II. Ciò che rimane oggi visibile del castello è parte della costruzione originaria trecentesca. Pochi anni più tardi il castello divenne proprietà di Thomas Chaucer (1367-1434), fratello del poeta Geoffrey Chaucer; Thomas Chaucer concesse il maniero in dote alla figlia Alice, più tardi duchessa di Suffolk. Durante il periodo di regno della dinastia Tudor, l'edificio divenne di proprietà della Corona. Re Enrico VIII e la regina Elisabetta I visitarono il castello e, quando la regina Maria I prese il potere, Elisabetta chiese invano che le fosse concesso di vivere proprio a Donnington Castle.
Quando scoppiò la guerra civile inglese la famiglia Packer, che appoggiava la causa parlamentare, prese possesso del castello. Tuttavia, dopo la prima battaglia di Newbury (1643), le forze realiste ne presero possesso e re Carlo I Stuart concesse il maniero al comandante militare suo sostenitore Sir John Boys. Malgrado fosse stato assediato per gran parte della guerra civile, il castello rappresentò un controllo ottimale delle vie di comunicazione da Londra alla Cornovaglia e da Oxford a Southampton. Dopo la seconda battaglia di Newbury (1644) , il castello continuò a rappresentare un buon baluardo di difesa contro gli attacchi parlamentari. Infine, dopo otto mesi di assedio, la guarnigione presente all'interno del maniero si arrese e si ricongiunse con il resto dell'esercito realista presso Wallingford.
Nel 1646 il Parlamento votò la demolizione del castello e oggi rimane intatto solo il corpo di guardia.